# Maximilian Friedrich Weyhe

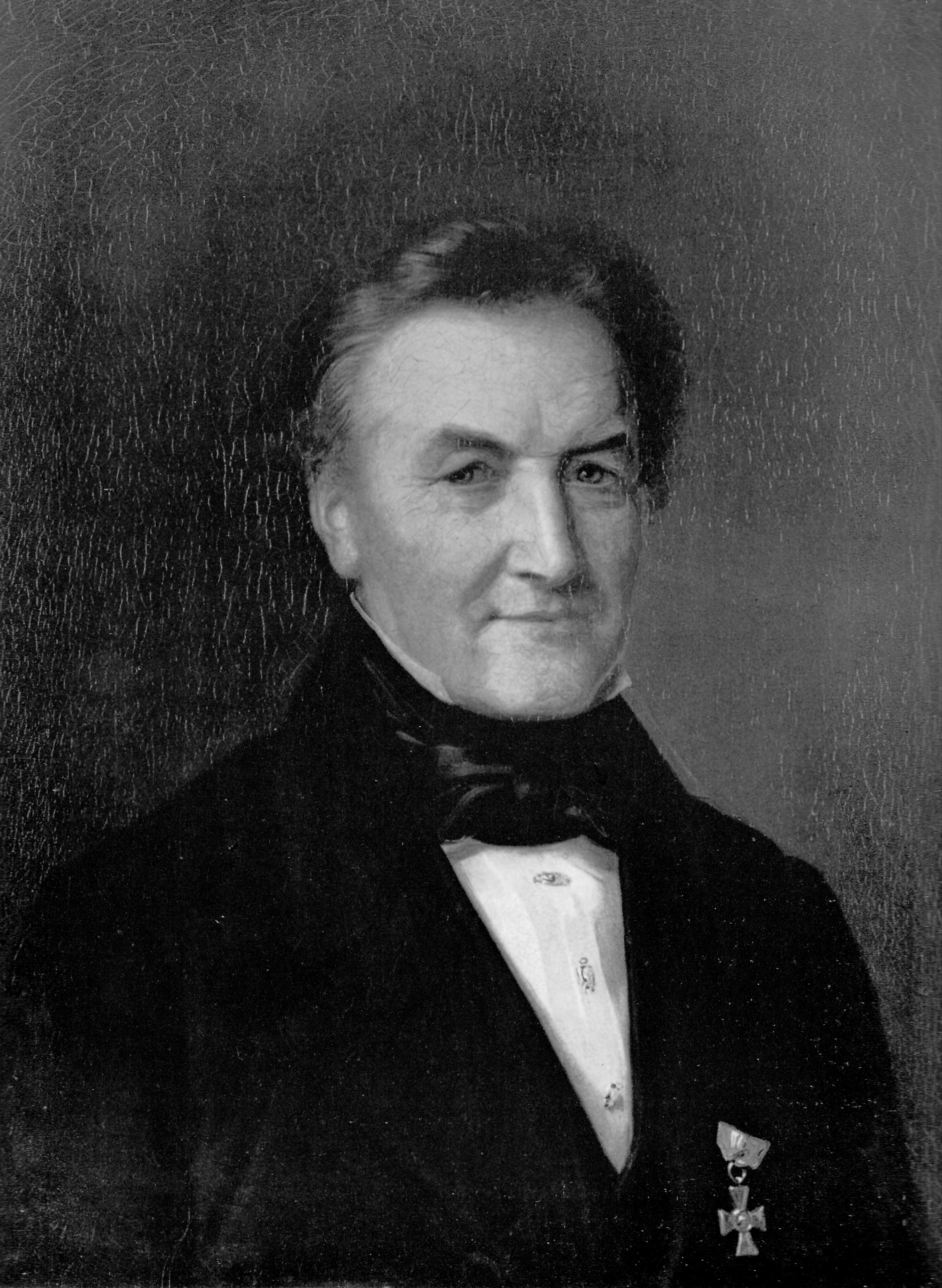
Porträt Maximilian Friedrich Weyhes von Wilhelm Volkhart, 1842

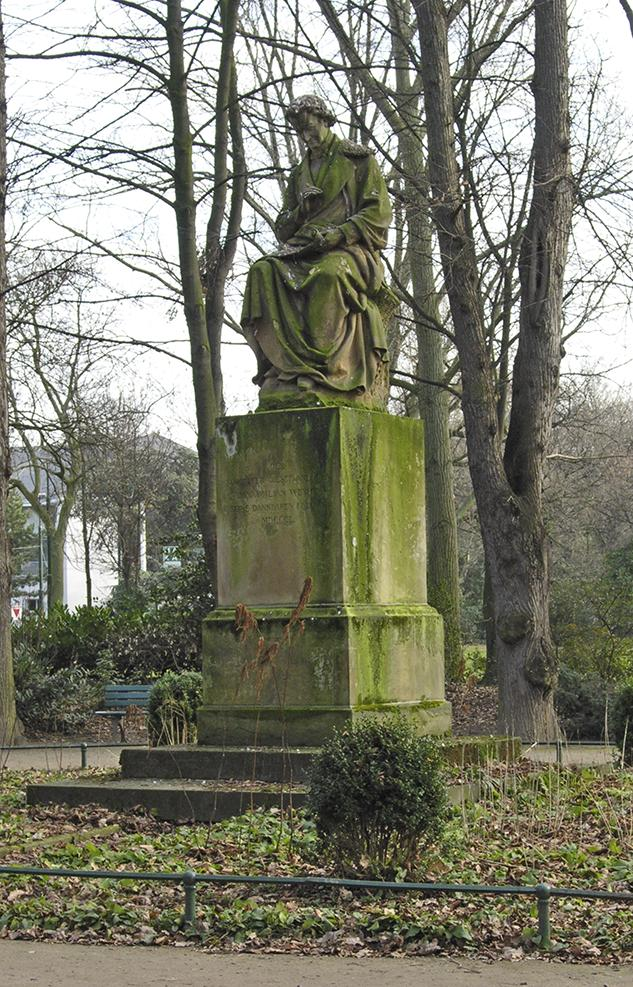
Weyhe-Denkmal im Hofgarten Düsseldorf

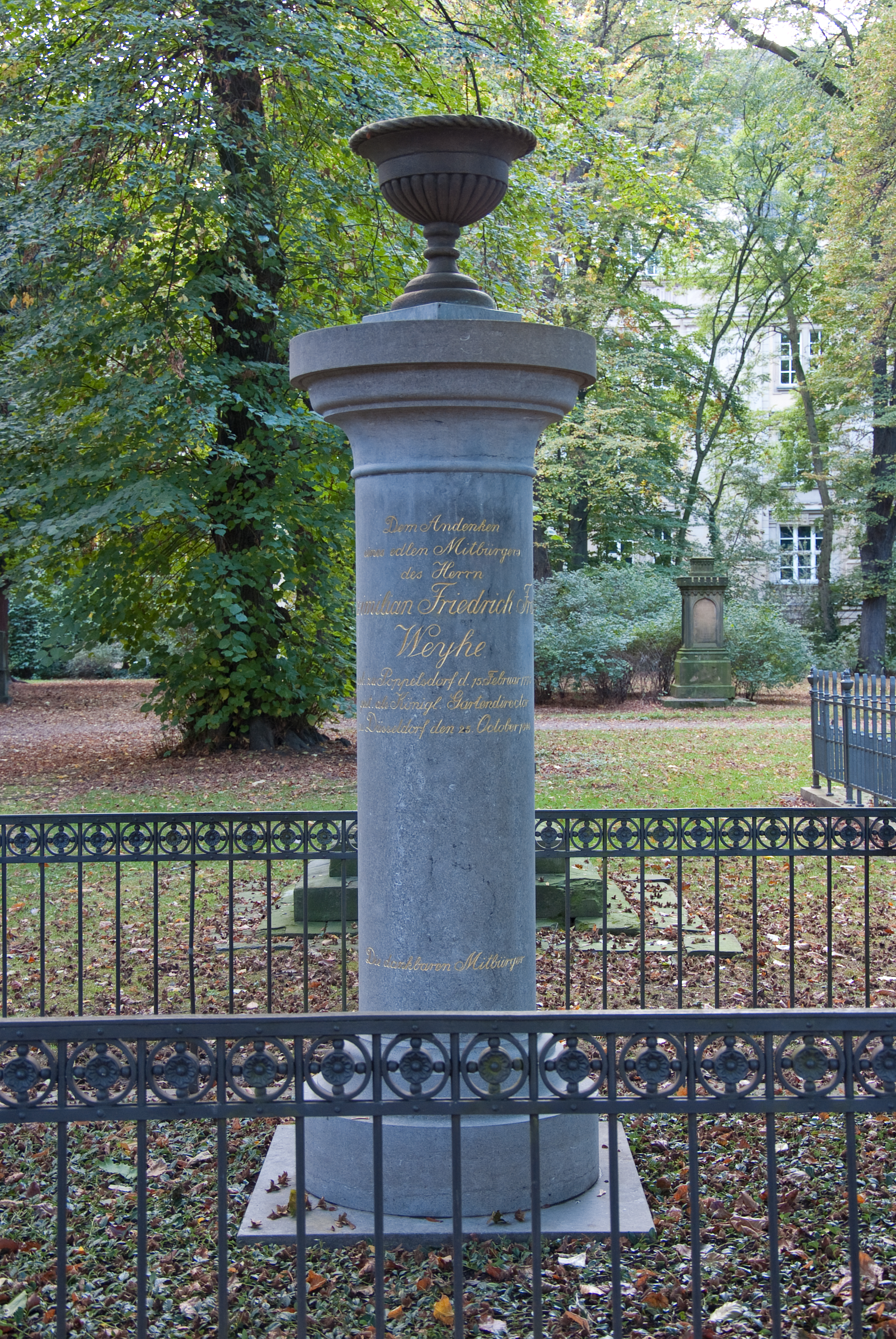
Grabmal auf dem Golzheimer Friedhof, 2008 restauriert

Maximilian Friedrich Weyhe, genannt Max Weyhe (* 15. Februar 1775 in Bonn, Kurköln; † 25. Oktober 1846 in Düsseldorf, Rheinprovinz), war ein deutscher Gartenarchitekt des Klassizismus.

## Leben
Maximilian Friedrich Weyhe wuchs in Poppelsdorf bei Bonn und Brühl auf und wurde von seinem Onkel Peter Joseph Lenne d. Ä. (Vater von Peter Joseph Lenné) von 1789 bis 1792 in Bonn zum Gärtnergesellen ausgebildet. Nach Studienaufenthalten in München und Wien (bei Franz Boos) sowie mehreren Reisen ins Ausland (unter anderem nach England) war er von 1801 bis 1803 Botanischer Gärtner und Lehrer für Botanik an der Centralschule des Département de la Roer am Botanischen Garten von Köln und wechselte 1804 als Hofgärtner nach Düsseldorf und wohnte im Hofgärtnerhaus. 1826 wurde er zum Königlichen Gartenbauinspektor ernannt, 1833 zum Königlichen Gartendirektor. Bis zu seinem Tode blieb er dort in Anstellung.

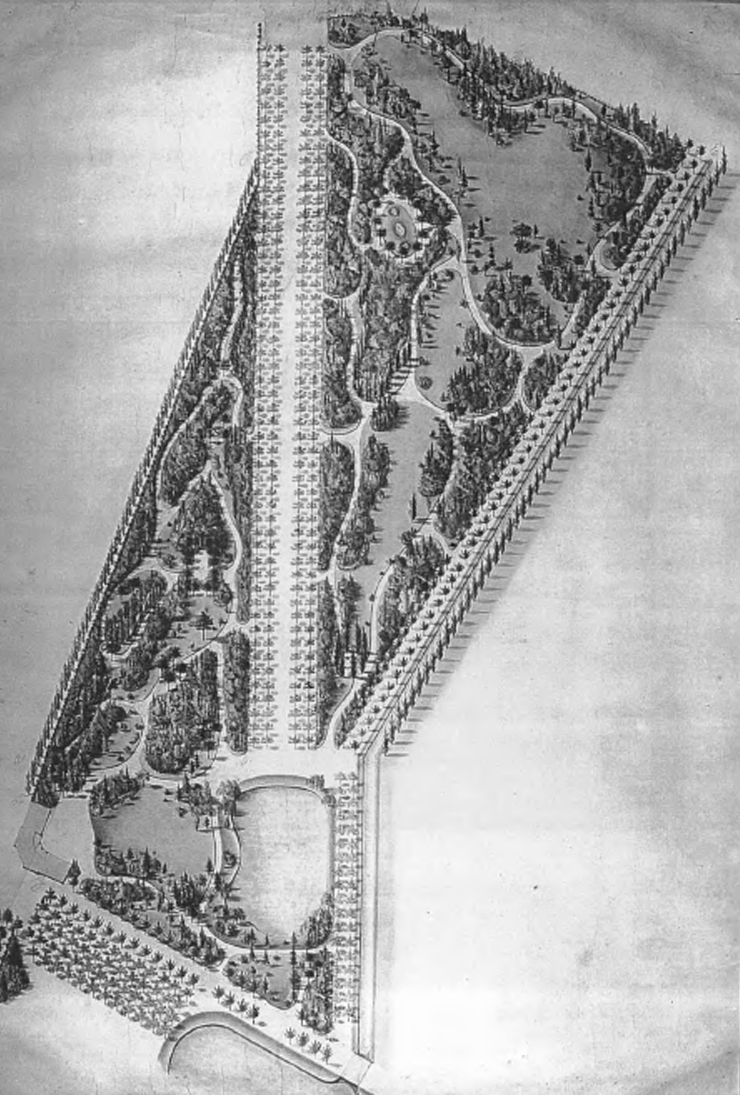
Maximilian Friedrich Weyhe, Plan des Hofgartens in Düsseldorf 1804

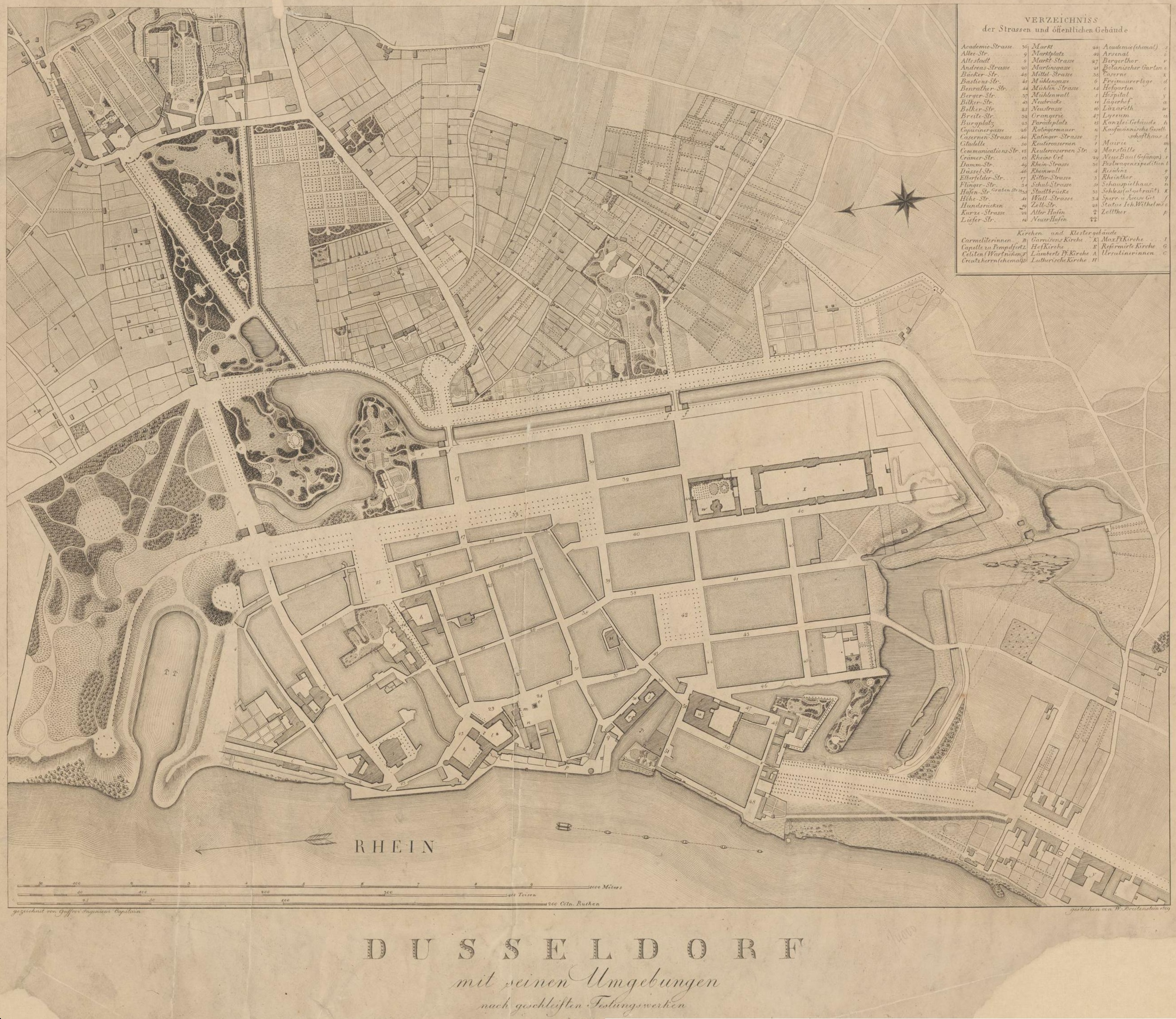
Stadtplan Düsseldorf 1809: Umgestaltung der früheren Stadtbefestigung Düsseldorfs zu einem von Maximilian Friedrich Weyhe entwickelten System von Parks, Promenaden und Grünanlagen

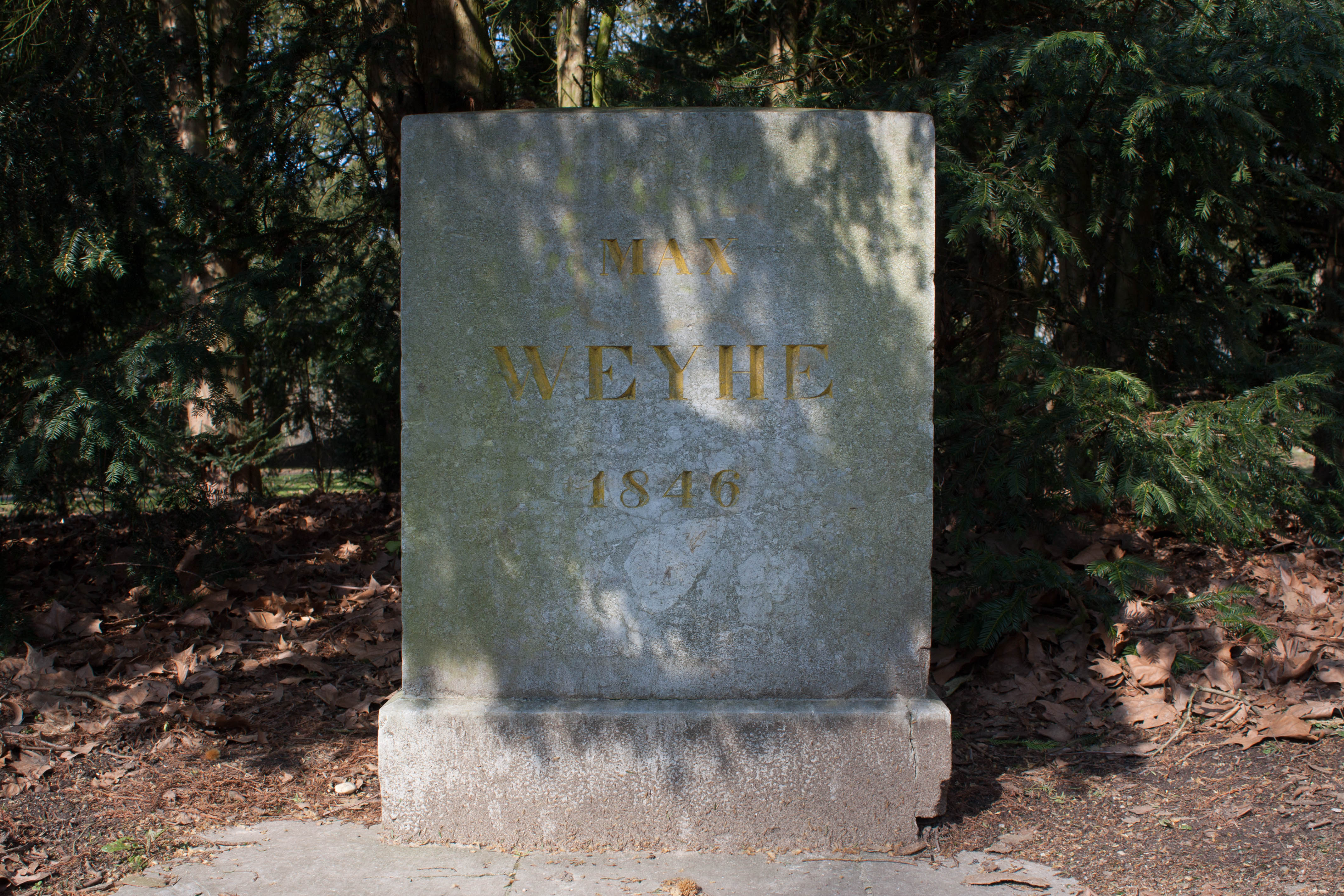
Gedenkstein im Schlosspark Eller an Maximilian Friedrich Weyhe

Zahlreiche Gartenanlagen im Rheinland zeigen seine Handschrift. Düsseldorf verdankt ihm das bis heute stadtbildprägende System aus Parks und Promenaden auf dem Terrain der früheren Stadtbefestigung, insbesondere die Anlage und Erweiterung des kurfürstlichen Hofgartens. Weyhe gehörte zu den Gartenarchitekten, die den neuen englischen Gartenstil anwendeten. In diesen Landschaftsparks strebte man danach, eine Art idealisierter Natur zu schaffen, durch die die Parks möglichst vorteilhaft in die Landschaft eingebunden wurden. Insgesamt dürfte Weyhe weit über 100 Gartenanlagen geplant haben oder auf deren Gestaltung Einfluss ausgeübt haben.
Weyhe hat keine gartentheoretischen Abhandlungen verfasst, war aber botanisch sehr bewandert und veröffentlichte ab 1821 mit anderen Autoren die Plantae officinales, eine Buchreihe über Arzneipflanzen (sie wurde später fortgesetzt und abgeschlossen von Theodor Friedrich Ludwig Nees von Esenbeck). Diese stellt die erste lithografisch illustrierte Veröffentlichung über Medizinalpflanzen dar.
1804 heiratete Weyhe Wilhelmine Sophie Esch (1780–1846), die drei Söhne und sechs Töchter zur Welt brachte. Der älteste Sohn, Joseph Clemens Weyhe (1807–1871), wurde sein Nachfolger als Gartenbaudirektor. Eine Tochter heiratete den Maler Wilhelm Volkhart, welcher 1842 sein Porträt gemalt hatte.
Am 26. Januar 1818 wurde Weyhe vom preußischen König Friedrich Wilhelm III. der Rote-Adler-Orden 3. Klasse am weiß-orangen Band verliehen. 1824 wurde er zum Stadtrat ernannt.
Weyhe verstarb kurz nach dem Tod seiner Frau am 25. Oktober 1846 und wurde auf dem von ihm 1816 erweiterten und verschönerten Golzheimer Friedhof bestattet. Wenige Jahre später wurde ihm zu Ehren ein Denkmal, ein Werk des Kölner Bildhauers Karl Hoffmann (1816–1872), im Hofgarten errichtet.

## Werke (Auswahl)
- Düsseldorf: Insgesamt 25 Gartenanlagen, darunter die Wiederherstellung und Erweiterung des Hofgartens (ab 1804 bis 1835), fast unverändert erhalten (im Park wurde später ein Denkmal ihm zu Ehren errichtet), die Anlagen am Schwanenspiegel, am Spee’schen Graben, der Königsallee, der Heinrich-Heine-Allee, der Park von Schloss Heltorf, der Schlosspark Eller, in dem sich ein Gedenkstein für ihn befindet und der Park des Grafen Otto Wilhelm von Quadt-Wykradt-Isny. Des Weiteren landschaftliche Umgestaltung des Schlossparks Kalkum, im Park von Schloss Benrath (1841), Umgestaltung und Erweiterung des Golzheimer Friedhofs (1816; dort ist Weyhe auch begraben) und sein letztes unvollendetes Werk, des Schlossparks Mickeln in Düsseldorf-Himmelgeist (ab 1843).
- Meerbusch-Büderich: Park von Haus Meer (zusammen mit Sohn Joseph Clemens Weyhe)
- Erkrath: Park von Haus Unterbach.
- Königswinter-Dollendorf: Park von Kloster Heisterbach, 1827 (nur Reste erhalten)
- Ratingen: Park für Johann Gottfried Brügelmann vor der Textilfabrik Cromford.
- Aachen: Lousberganlagen und Esplanaden auf ehemaligen Stadtgräben, ab 1807
- Moerser Schlosspark, um 1836
- Burg Anholt: landschaftliche Umgestaltung von Teilbereichen, zusammen mit Edward Milner.
- Krefeld: Bei vielen der aus herrschaftlichem Besitz in den Besitz von Industriellen übergegangenen Anlagen zeigt sich deutlich der Einfluss Weyhes, der für etliche dieser Gärten und Parks verantwortlich zeichnet: die Parks von Burg Linn, des Greiffenhorstschlösschens sowie die der Häuser Schönhausen, Sollbrüggen und Neuenhofen.
- Enghien (Belgien): Schlosspark des Herzogs von Arenberg
- Dortmund: Rombergpark
- Jüchen: an landschaftlicher Umgestaltung des Parks von Schloss Dyck mitbeteiligt
- Kleve: landschaftliche Umgestaltung des Forstgartens an der Tiergartenstraße, Plan 1821, Ausführung 1822
- Schloss Nordkirchen: landschaftliche Umgestaltung des Nordgartens und der Schlossinsel, ab 1833/35 bis 1840
- Bad Homburg vor der Höhe: Kurgarten hinter dem Kurhaus, 1843. Ab 1852 weitere Planungen durch Weyhes Vetter Lenné.
- Köln: Bepflanzungsplan für den Friedhof Melaten, 1826 (unklar, ob ausgeführt)
- Köln: Park an Schloss Stammheim in Stammheim bei Köln (Beauftragung um 1828 durch Freiherr Franz Egon zu Fürstenberg-Stammheim)
- Coburg: Park von Schloss Rosenau
- Lindau-Schachen am Bodensee: Park der Villa Lindenhof für den Privatbankier Friedrich Gruber, Mitte 19. Jahrhundert.
- Loburger Park in Ostbevern
- Plan der Parkanlagen um die Burg Altena
- Burgsteinfurt: wahrscheinlich Einfluss auf die landschaftlichen Gartenanlagen des Bagno (Briefwechsel)
- Brenken: wahrscheinlich Einfluss auf die landschaftlichen Gartenanlagen von Schloss Erpernburg (Briefwechsel)
- Schloss Velen: landschaftliche Umgestaltung des Schlossparks ab 1816

## Schriften
- als Herausgeber: Plantæ medicinales oder Sammlung offizineller Pflanzen mit lithographischen Abbildungen von Aimé Constant Fidèle Henry (1801–1875) und Beschreibungen von M. F. Weyhe, J. W. Wolter, P. W. Funke, Fortgesetzt von Nees von Esenbeck, Arnz & Comp., Düsseldorf 1828. Digitalisierte Ausgabe der Universitäts- und Landesbibliothek Düsseldorf
- Plantae officinales oder Sammlung officineller Pflanzen. Mit 552 kolorierten Lithographien von A. Henry, Beschreibungen von M. F. Weyhe, J. W. Wolter und P. W. Funke. Fortgesetzt (ab 1823) von Th. Fr. L. Nees v. Esenbeck. 4 Bände. Tafelbände unter dem Titel: Plantae medicinales oder Sammlung offizineller Pflanzen. Lithographischen Anstalt Arnz, Düsseldorf (1821-)1833.